# Струг (річка)
Струг (біл. Струг) — річка в Климовицькому районі Могильовської області, права притока річки Іпуть (басейн Дніпра). Довжина 7,2 км. Починається за 2,5 км на південь від села Перевалошня, Гирло за 1,5 км на північний схід від села Юр'євичі. Русло протягом 5,7 км перед гирлом каналізоване.